# Peștera Dechen
Peștera Dechen Iserlohn este una dintre cele mai frumoase și mai vizitate peșteri din Germania. Ea se află situată în partea de nord a regiunii Sauerland lângă Iserlohn, Nordrhein-Westfalen. Peștera care are o lungime de 840 m, din care se poate vizita pe o poțiune de 360 de m. Ea a fost descoperită în anul 1888 de doi muncitori de cale ferată, când au scăpat cu târnăcopul într-o crăpătură de stâncă, căutând unealta pierdută au descoperit stalagmitele din peșteră. Peștera a fost denumită după numele căpitanului  Heinrich von Dechen (1800–1889) ca semn de recunoștință pentru meritele lui în care a sprijinit cercetarea geologică a peșterii. Forma variată a stalactitelor și stalagmitelor, cascadelor culminează prin frumusețe în „Sala Imperială” din peșteră. O documentație amănunțită despre peșteri se poate vedea la muzeul de speologie german din Iserlohn. In peșteră sau găsit schelete ce aparțin lui Ursus spelaeus (Ursul peșterilor). Peștera aparține unui lanț de fenomene carstice cu grote din devonian, care se întinde de la Hagen până la Balve. Alte peșteri care se pot vizita din acest sistem carstic (Grüner Tales) sunt Heinrichshöhle și Reckenhöhle.
Vizitarea peșterii cu ghidul durează ca. 40 de minute, pe lângă frumuseților naturale din peșteră, se pot audia în peșteră diferite concerte muzicale.